# Kaufrisiko
Als Kaufrisiko (oder Käuferrisiko) wird beim Kaufverhalten und in der Marktpsychologie bei gegebener Risikoeinstellung eines Verbrauchers dessen Ungewissheit bezeichnet, ob ein von ihm zu erwerbendes Produkt oder eine zu erwerbende Dienstleistung nach dem Erwerb nicht oder nicht vollständig seine Kundenerwartungen erfüllt.

## Allgemeines
Die Kaufentscheidung eines Verbrauchers ist mit Ungewissheiten verbunden. Diese bestehen aus mit dem Kaufobjekt zusammenhängenden finanziellen, produktbezogenen, psychologischen, gesundheitsschädigenden oder sozialen Gefahren. Nach dem Kauf kann deshalb Kaufreue eintreten, weil das Kaufobjekt oder dessen Folgekosten die Finanzen zu stark belastet, es preisgünstiger zu kaufen ist, Produkt- oder Dienstleistungsqualität nicht erwartungsgemäß ausfallen, die technischen Daten nicht erreicht werden (Produktrisiko), die Nutzungsdauer kürzer ist als beschrieben (geplante Obsoleszenz), der Nutzungswert geringer ist als erwartet oder nicht das erhoffte Statussymbol darstellen. Einem Verbraucher dürfte es deshalb kaum möglich sein, alle Folgen seines Kaufs mit Sicherheit vorherzusagen. Nimmt er eine Wahrscheinlichkeit der Nichtübereinstimmung zwischen Erwartung und Realität wahr, entsteht ein Kaufrisiko im Sinne einer Nichterfüllung der gehegten Kaufmotive. Insgesamt stellt das Kaufrisiko die Gefahr dar, dass die Konsequenzen aus einer Kaufentscheidung negativ sein können und sich somit der Kauf als Fehlentscheidung oder Fehlinvestition herausstellt.
Das Kaufrisiko kommt auch in Redewendungen wie „die Katze im Sack kaufen“ oder „der Käufer möge aufpassen“ (lateinisch caveat emptor) zum Ausdruck. In beiden Fällen wird der zu geringe Informationsgrad über das zu erwerbende Kaufobjekt thematisiert.

## Kaufrisiko als Faktor der Kaufentscheidung
Die Art der Kaufentscheidung hängt allgemein von Kaufrisiko, Kaufhäufigkeit und externen Kaufanreizen ab. Bei hohem Kaufrisiko informieren sich die Verbraucher vorher über die Produktqualität und das Preis-Leistungs-Verhältnis. Ist dabei die Kaufhäufigkeit gering, gibt es eine extensive Kaufentscheidung, bei hoher Kaufhäufigkeit eine limitierte Kaufentscheidung. Ist das Kaufrisiko gering und es gibt keinen externen Anreiz, kommt es zur habitualisierten Kaufentscheidung, ein vorhandener externer Anreiz führt bei geringem Kaufrisiko zu einer impulsiven Kaufentscheidung. Kaufhäufigkeit ist die Intensität, mit der in einem bestimmten Zeitraum dieselben Produkte/Dienstleistungen erworben werden. Ein externer Anreiz besteht darin, dass von außen auf den Kunden einwirkende Reize (Rabatte, reizvolle Auslagen, Sonderangebote, Zeitdruck oder das persönliche Ziel, sich Schnäppchen nicht entgehen zu lassen) die Kaufentscheidung beeinflussen. Begünstigt werden Impulsivkäufe durch künstliche Knappheit („nur heute im Angebot“, „nur noch drei Stück vorhanden“), geschickte Platzierung der Waren (an Kontaktstrecken und an der Kasse) oder Sonderangebote.

## Rechtsfragen
Beim Kaufvertrag beginnt das Kaufrisiko beim Gefahrübergang, von dem an der Käufer das Kaufrisiko dafür trägt, dass der Kaufgegenstand frei von offenen Sach- und Rechtsmängeln ist. Konnte sie der Käufer erkennen, ist eine Mängelhaftung des Verkäufers ausgeschlossen. Grundsätzlich ist es Sache jeder Vertragspartei, sich selbst über Chancen und Risiken des Geschäfts zu informieren.
Das deutsche Kaufrecht geht vom Rechtsgrundsatz aus, dass den Käufer weder eine Verpflichtung noch eine Obliegenheit zur Prüfung des Kaufgegenstandes trifft. Allerdings trifft den Verkäufer keine allgemeine Pflicht, den Käufer über alle Umstände aufzuklären, die für dessen Willensentschließung von Bedeutung sein könnten. Daraus folgt jedoch nicht, dass Kaufrisiken ausschließlich eine Angelegenheit des Käufers sind. Der Verkäufer hat zumindest über solche Umstände aufzuklären, die den Vertragszweck des Käufers vereiteln können und daher für seinen Entschluss von wesentlicher Bedeutung sind, sofern der Käufer die Mitteilung nach Treu und Glauben und unter Berücksichtigung der Verkehrssitte vernünftigerweise  erwarten durfte.
Gemäß § 437 BGB kann der Käufer bei mangelhafter Kaufsache Nacherfüllung verlangen, vom Vertrag zurücktreten, den Kaufpreis mindern oder Schadensersatz verlangen. Das setzt jedoch voraus, dass dem Käufer der Mangel der Kaufsache weder bekannt noch grob fahrlässig unbekannt ist (§ 442 Abs. 1 BGB).
Besteht nach der Verkehrssitte eine Untersuchungspflicht auf Seite des Käufers und wird diese unterlassen, wird von grober Fahrlässigkeit ausgegangen. Auch nach der Schuldrechtsreform von Januar 2002 wurde den §§ 434, § 435, § 437, § 442 BGB zufolge der Grundsatz Caveat emptor eindeutig nicht übernommen. Vielmehr ist zwischen offenen, versteckten und arglistig verschwiegenen Mängeln zu unterscheiden (Schlechtleistung). Dem Käufer angelastet werden können hiervon lediglich offene Mängel, die ihm bekannt oder vorwerfbar unbekannt sind. Versteckte Sachmängel spielen nur beim Handelskauf (§ 377 HGB) eine Rolle, arglistiges Verschweigen trifft stets den Verkäufer. Aus rechtlicher Sicht ist damit das Käuferrisiko als gering einzustufen.
Beim Versendungskauf trägt der Käufer allerdings das Transportrisiko. Deshalb muss der Verkäufer beim Versendungskauf nicht erneut liefern, wenn die Ware untergeht. Hier ist das Käuferrisiko ungleich höher.

## Wirtschaftliche Aspekte
Bereits das römische Recht kannte das Kaufrisiko, denn es galt der Grundsatz „der Käufer möge aufpassen“ (lateinisch caveat emptor). Einem Kaufrisiko sind nicht nur die Verbraucher, sondern auch die Einkäufer bei Unternehmen (für Roh-, Hilfs- und Betriebsstoffe, Bauteile oder Vorleistungsgüter), die Unternehmer bei einer Investition und die Anleger (Finanzprodukte, Finanzinstrumente) ausgesetzt. 
Je mehr Informationen vor dem Kauf über das Kaufobjekt vorliegen, desto geringer ist das Kaufrisiko und umso weniger Alternativen werden geprüft. Hohes Kaufrisiko ist meist mit Produkt- oder Finanzinnovationen verbunden, niedriges mit Markenartikeln. Je kürzer die Entscheidungszeit ist, umso höher ist das Kaufrisiko (etwa bei last minute-Reisen). Markentreue und Ladentreue können Kaufrisiken verringern. Das Kaufrisiko erhöht sich, wenn im Online-Handel und Versandhandel gekauft wird. Denn anders als im Präsenzhandel gibt es keine Beratung, und die Waren können vom Kunden nicht begutachtet und gegebenenfalls anprobiert oder getestet werden. 
Wird beim Käufer die vorhandene Risikotoleranz überschritten, kann er versuchen, Risikominderungstechniken einzusetzen, um entweder negative Konsequenzen des Kaufs oder wahrgenommene Unsicherheiten über den Eintritt dieser Folgen zu minimieren. Hierzu gehören Gütesiegel, Kauf auf Probe, Rückgaberecht oder Umtausch im Rahmen der Kulanz. Um dem Käufer einen Teil des Kaufrisikos abzunehmen, werben Unternehmen oft mit ausgedehnten Gewährleistungsfristen.
Das Käuferrisiko ist bei allen Kaufverträgen, bei denen der Käufer eine Anzahlung oder Vorauszahlung zu erbringen hat, mit einer Insolvenzgefahr des Lieferanten verbunden, denn der Käufer gewährt einen Kundenkredit, bis die Lieferung erfolgt ist. In solchen Fällen kann das Käuferrisiko auch in einem Erfüllungsbetrug oder Vorauszahlungsbetrug des Lieferanten bestehen.

## Abgrenzung
Während das Kaufrisiko vor der Kaufentscheidung auftaucht, beginnt die Kaufreue erst, wenn der Verbraucher die Ware im Besitz oder die Dienstleistung in Anspruch genommen hat.